# Les Reactors
 (juillet 2009).
Si vous disposez d'ouvrages ou d'articles de référence ou si vous connaissez des sites web de qualité traitant du thème abordé ici, merci de compléter l'article en donnant les références utiles à sa vérifiabilité et en les liant à la section « Notes et références ».
Les Reactors est un groupe des années 1980 emblématique de la région de Tours. Ils sont connus en particulier pour avoir compté dans leurs rangs le futur Mano Negra Daniel Jamet. Ils ont enregistré deux titres sur la compilation Tours côté avenue - côté rue, sortie en 1984 et surtout le premier album du groupe Baisse la radio sorti en 1989. Après une reformation, en 2012, et plusieurs concerts, dont un apérock Béton au Bergerac à Tours, le groupe enregistre, en mars 2016, aux studios La Perrée, l'EP 4 titres Debout.

## Le groupe
- Jack Pote (décédé le 4 décembre 2018 à 65 ans) : guitare, chant
- Cathy Pilon : basse, chant (arrivée en 1984)
- Daniel dit "Dany Hell" : guitare (arrivé en 1984)
- Jean-Pierre Meignan, batterie arrivé en 84
- Alain Philipon : basse (arrivé en 83, parti en 85) finira ingé son...
- Matthieu Paulus : basse, ex Négresses Vertes au trombone, fondateur de la Fanfare Tarace Boulba
- Stéphane "Lx-e@r" Bressy : batterie, chœurs (arrivé en 2014).
- Olivier Gicquel : batterie, professeur de batterie, a joué avec Miss Piero, Alan Jack, Les Dièses
- Jean-Marie Juban : batterie, professeur de batterie
- Ludo Diez Laleu : basse

en 86, Cathy Pilon prend la basse. En 87 Bruno Ramirez prend la batterie.
Dans sa dernière formation, en 2017-2018, le groupe était composé de :

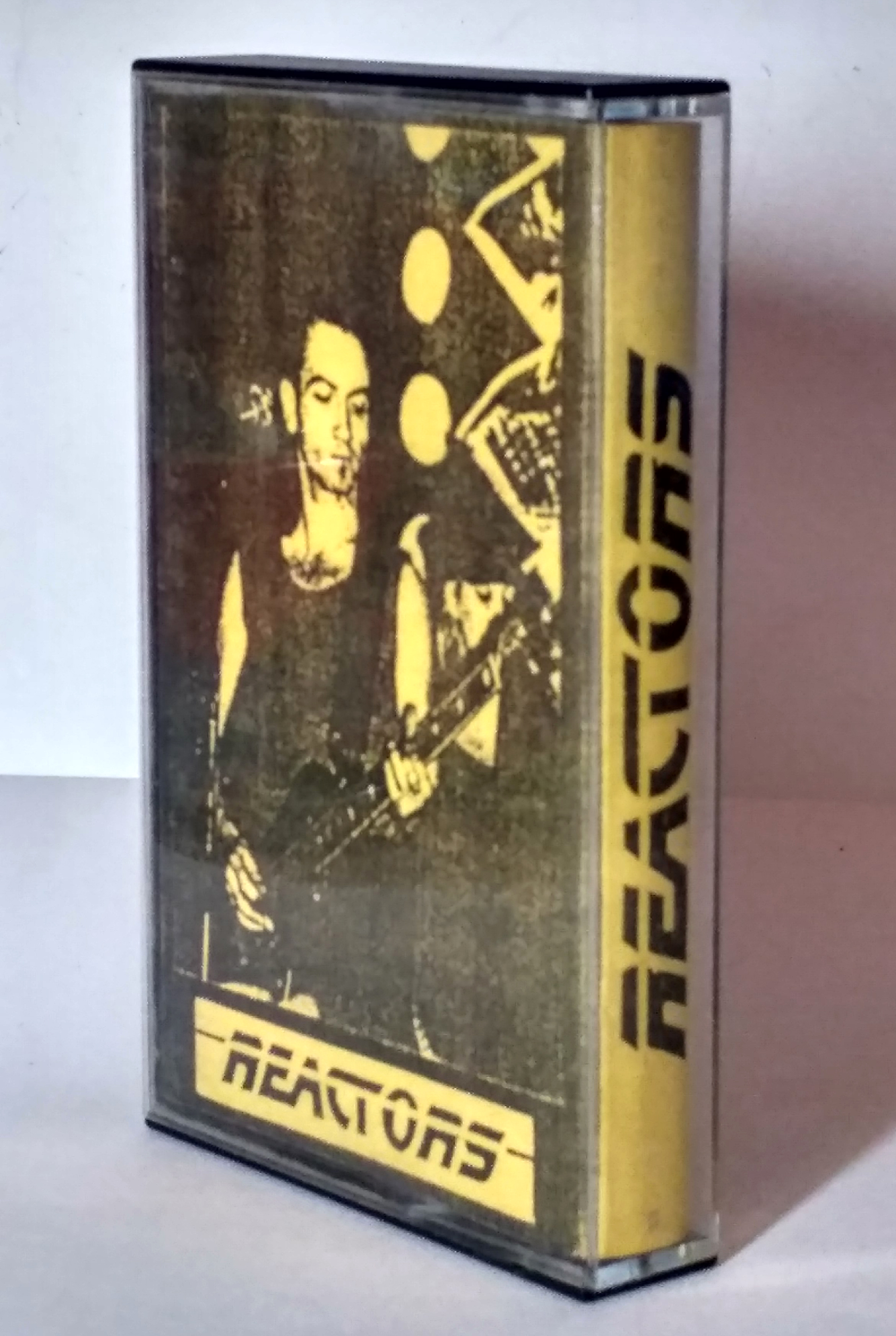

- Jack Pote : guitare, chant
- Hubert Evrard : batterie
- Val Starr : guitare
- Ludo Diez Laleu : basse

## Discographie
- Baisse la radio (1989)

1. Baisse la radio
2. Le rideau est tombé
3. Free stomp
4. Celui qui dit
5. Tractorman
6. Transistor
7. Reactor
8. Liberator

- Debout (2016)

1. Les Moutons
2. Sundays
3. Ceinture
4. Mort éternelle

- Présent sur la compil Tours côté avenue/côté rue(1984) avec les titres Depuis que j'ai vu cette fille et Raz le bol
- Présent sur la compil Underground vol 1(1989) avec le titre You you you